# کاراسوک (شهر)
شهر کاراسوک (به روسی: Карасук) در کشور روسیه و در استان نووسیبیرسک واقع شده‌است.